# 村瀬歩
村瀬 歩（むらせ あゆむ、1988年12月14日 - ）は、日本の男性声優。アメリカ合衆国カリフォルニア州出身。アスターナイン所属。

## 略歴
アメリカで生まれ小学生時代を過ごした後、高校時代まで愛知県で過ごし、京都府の大学に進学後上京。
大学1年の時に塾の講師と家庭教師のアルバイトをしてお金が貯まったため就職活動の前になにか習い事をやってみようと思い、舞台などを見るのが好きだったのと周囲によく「声が変わってるね」「いい声だね」と言われていたこともあり、大学2年の春から大阪の日本ナレーション演技研究所へ通い始める。そこで芝居をすることの楽しさに気づかされ、「ちゃんとこの職業を目指したいな」と思うようになる。大学2年の終わりにヴィムスに受かり、声優の道で生きようと決意。その後大学も4年で卒業する。
2011年、テレビアニメ『Persona4 the ANIMATION』の男子生徒役で声優デビュー。翌年、『新世界より』の青沼瞬（14歳）役で初のメインキャラクターを演じた。2014年、『ハイキュー!!』の日向翔陽役で初主演を果たした。
2016年、第10回声優アワードで新人男優賞を受賞した。
2023年4月30日付でヴィムスを退所、翌5月1日付で個人事務所「アスターナイン」を設立し独立した。事務所名の由来はかつて同じヴィムスに所属していた先輩・森久保祥太郎の事務所であるアドナインスのナインと同じにしたことから。独立の決め手は、前事務所の後輩である八代拓の存在が大きかったという。「お世話になってきた事務所を引っ張っていきたい」という思いと、「独立して自分の城を持ちたい」という思いでここ数年悩んでいた中、事務所の顔として活躍するほどになった八代の姿を見て、「任せても大丈夫かな。自分が好きなように、やりたいことやっちゃっていいかな」と独立に至った。
同年、第10回Yahoo!検索大賞声優部門で4位を獲得。

## 人物
女性役までこなせるほど声域の幅が広い。中学2年生で声変わりするまでは、声優の金田朋子の声に似ていたという。声変わりしても高音だったため、「自分の声って変わってるんだな」と認識した。
趣味はゲーム、パワースポット巡り。特技はタロット。資格は英検2級、漢検3級、TOEFL512点。
尊敬する声優は、自身が声優を目指すきっかけとなった大友龍三郎や、年齢が近く共演も多い松岡禎丞。
幼少期は海外に住んでいたため、スーパー戦隊シリーズなどの特撮作品に触れた記憶がなかったが、高校在学中に特撮好きの友人から『忍者戦隊カクレンジャー』をすごく推されたという。

## 出演
太字はメインキャラクター。

### テレビアニメ
2011年
- Persona4 the ANIMATION

2012年
- 坂道のアポロン（丸尾重虎、男子）
- NARUTO -ナルト- SD ロック・リーの青春フルパワー忍伝（生徒）
- となりの怪物くん（水谷隆也、吉田春〈幼少時代〉）
- ソードアート・オンライン（2012年 - 2013年、レコン / 長田伸一） - 1シリーズ + 特別編
- 新世界より（2012年 - 2013年、青沼瞬〈14歳〉）

2013年
- 銀河機攻隊 マジェスティックプリンス（パトリック・ホイル）
- やはり俺の青春ラブコメはまちがっている。（2013年 - 2020年、川崎大志） - 2シリーズ
- ぼくは王さま（フライパン）
- 恋愛ラボ（男、男子、山崎佑、男子生徒）
- バトルスピリッツ ソードアイズ（不良2）
- ガッチャマン クラウズ（2013年 - 2015年、爾乃美家累） - 2シリーズ
- サムライフラメンコ（中学生C、ヤキゴテピラニア）

2014年
- フューチャーカード バディファイト（2014年 - 2017年、茂部谷了、舞浜カクモ、ナノマシン忍者 白夜、カメじ 他） - 3シリーズ
- 凪のあすから（峰岸淳）
- ノラガミ（2014年 - 2015年、生徒、萩原学） - 2シリーズ
- 銀の匙 Silver Spoon（石山）
- ノブナガン（アントニ・ガウディ）
- ナンダカベロニカ（カイ）
- ハイキュー!!（2014年 - 2020年、日向翔陽） - 5シリーズ / 2015年に総集編『終わりと始まり』『勝者と敗者』劇場上映
- M3〜ソノ黒キ鋼〜（伊削ヘイト）
- FAIRY TAIL（ウオスケ）
- 魔法科高校の劣等生（2014年 - 2024年、吉祥寺真紅郎） - 2シリーズ
- 棺姫のチャイカ（ギイ） - 2シリーズ
- 信長協奏曲（森蘭丸）
- ガイストクラッシャー（ランタ）
- 六畳間の侵略者!?（コタロー）
- 怪盗ジョーカー（2014年 - 2016年、ジョーカー / ジャック） - 4シリーズ
- オオカミ少女と黒王子（日下部憂）
- 寄生獣 セイの格率（ジョー〈宇田のパラサイト〉）
- ガンダムビルドファイターズトライ（2014年 - 2015年、シキ・トシヤ）

2015年
- デュラララ!!×2（2015年 - 2016年、ネコ） - 3シリーズ
- 遊☆戯☆王ARC-V（ハリル）
- 神様はじめました◎（年神）
- SHOW BY ROCK!!（2015年 - 2016年、リク） - 3シリーズ
- 暗殺教室（2015年 - 2016年、法田ユウジ） - 2シリーズ
- 城下町のダンデライオン（櫻田遥）
- VENUS PROJECT -CLIMAX-（サトル）
- GANGSTA.（ウォレス・アルカンジェロ〈ウォリック幼少期〉）
- オーバーロード（2015年 - 2018年、ンフィーレア・バレアレ） - 2シリーズ
- 枕男子（可愛川晴人）
- 新妹魔王の契約者 BURST（ルカ）
- うたわれるもの 偽りの仮面（2015年 - 2016年、キウル）
- コンクリート・レボルティオ〜超人幻想〜（2015年 - 2016年、音無弓彦） - 2シリーズ
- うしおととら（2015年 - 2016年、バルトアンデルス） - 2シリーズ

2016年
- Go!プリンセスプリキュア（王子）
- 亜人（ティト）
- ディバインゲート（ブルーノ）
- だがしかし（少年B）
- SUPER LOVERS（2016年 - 2017年、佐々木郁芳） - 2シリーズ
- 双星の陰陽師（2016年 - 2017年、石鏡悠斗）
- 文豪ストレイドッグス（杉本巡査）
- 坂本ですが?（ゆうと）
- 食戟のソーマ 弐ノ皿（犬）
- 初恋モンスター（野口一男）
- D.Gray-man HALLOW（アレン・ウォーカー）
- ばなにゃ（2016年 - 2019年、ばなにゃ子、とらばなにゃ、さばとらばなにゃ、ベビーばなにゃ、たばなにゃ、ねずみ、エリザベスばなにゃ 他） - 2シリーズ
- バッテリー（沢口文人）
- SERVAMP-サーヴァンプ-（ヒュー・ザ・ダーク・アルジャーノンIII世）
- チア男子!!（佐久間龍造）
- 信長の忍び（2016年 - 2018年、助蔵） - 3シリーズ
- 刀剣乱舞-花丸-（2016年 - 2018年、小夜左文字） - 2シリーズ
- ユーリ!!! on ICE（南健次郎）

2017年
- エルドライブ【ēlDLIVE】（九ノ瀬宙太）
- ACCA13区監察課（アッカァくん）
- ハンドシェイカー（マサル / 北条勝）
- 青の祓魔師（2017年 - 2025年、伽樓羅、ベルゼブブ） - 2シリーズ
- カミワザ・ワンダ（ナイス）
- デジモンユニバース アプリモンスターズ（レースモン）
- ドラえもん（テレビ朝日版第2期）（中学生①）
- 将国のアルタイル（マフムート）
- THE REFLECTION（コンマン）
- 戦刻ナイトブラッド（猿飛佐助）
- アイドルマスター SideM（姫野かのん）
- おじゃる丸（枯れ葉）
- 魔法使いの嫁（2017年 - 2023年、カルタフィルス / ヨセフ） - 3シリーズ
- ブラッククローバー（2017年 - 2021年、ラック・ボルティア）

2018年
- ポプテピピック（ジョセフ〈少年〉〈第9話Aパート〉）
- イナズマイレブン アレスの天秤（2018年 - 2019年、稲森明日人、ルース・カシム） - 2シリーズ
- ニル・アドミラリの天秤（久世ヒタキ）
- 美男高校地球防衛部HAPPY KISS!（越川理〈心の声〉）
- ラストピリオド -終わりなき螺旋の物語-（ガジェル、姫宮桃李）
- 奴隷区 The Animation（中野タイジュ）
- 千銃士（ニコラ、ノエル）
- BANANA FISH（スキップ）
- パズドラ（2018年 - 2024年、猫山猫太）
- ムヒョとロージーの魔法律相談事務所（2018年 - 2020年、ムヒョ / 六氷透） - 2シリーズ
- ほら、耳がみえてるよ!-喂，看见耳朵啦-（2018年 - 2019年、ミョウ） - 2シリーズ
- 色づく世界の明日から（深澤千草）
- アイドルマスター SideM 理由あってMini!（姫野かのん）
- 火ノ丸相撲（2018年 - 2019年、三ツ橋蛍）
- ガイコツ書店員 本田さん（アザラシ、仕入れ2、S社編集、子供客、アイドル 他）
- バキ（2018年 - 2020年、ガイア） - 2シリーズ

2019年
- W'z《ウィズ》（マサル / 北条勝）
- 同居人はひざ、時々、頭のうえ。（はち）
- ダイヤのA actII（2019年 - 2020年、由井薫）
- なむあみだ仏っ!-蓮台 UTENA-（弥勒菩薩）
- さらざんまい（矢逆一稀）
- あんさんぶるスターズ!（姫宮桃李）
- 胡蝶綺 〜若き信長〜（織田秀孝）
- Dr.STONE（2019年 - 2025年、銀狼） - 6シリーズ + 特別編
- 魔入りました!入間くん（2019年 - 2023年、鈴木入間） - 3シリーズ
- 歌舞伎町シャーロック（穂刈マキ）

2020年
- number24（真白優）
- ＜Infinite Dendrogram＞-インフィニット・デンドログラム-（ユーゴー・レセップス）
- ロノー先生の悪魔な神授業（ロノー・ド・モンロー）
- かくしごと（芥子駆）
- LISTENERS リスナーズ（エコヲ・レック）
- 富豪刑事 Balance:UNLIMITED（斎藤優一郎）
- 巨神と氷華の城（時八）
- デュエル・マスターズ キング（スマイル王子）
- おそ松さん（新トド松）
- 池袋ウエストゲートパーク（藤本ミツキ）
- 進撃の巨人（2020年 - 2021年、ウド）

2021年
- 忍たま乱太郎（2021年 - 2025年、羽丹羽石人）
- ワールドトリガー（レギンデッツ）
- 怪物事変（岩木山雪里白那之五十六子晶）
- アイ★チュウ（華房心）
- 裏世界ピクニック（時空のおっさん）
- 怪病医ラムネ（青菜春）
- SHOW BY ROCK!! STARS!!（リク）
- バクテン!!（月雪ましろ）
- 美少年探偵団（双頭院学）
- 灼熱カバディ（人見祐希）
- 異世界魔王と召喚少女の奴隷魔術Ω（サンロ）
- 出会って5秒でバトル（白柳啓）
- 魔法科高校の優等生（吉祥寺真紅郎）
- ヴァニタスの手記（2021年 - 2022年、アストルフォ） - 2シリーズ
- D_CIDE TRAUMEREI THE ANIMATION（野崎一也）
- 王様ランキング（2021年 - 2023年、カゲ） - 2シリーズ
- メガトン級ムサシ（2021年 - 2023年、芥川康太） - 2シリーズ
- 最果てのパラディン（2021年 - 2023年、メネル） - 2シリーズ

2022年
- ニンジャラ（2022年 - 2024年、カッペイ）
- 賢者の弟子を名乗る賢者（ソロモン）
- リーマンズクラブ（美空綾斗）
- 殺し愛（ジノン）
- 平家物語（平敦盛）
- ふしぎ駄菓子屋 銭天堂（杉田健太）
- うたわれるもの 二人の白皇（キウル）
- プリマドール（遠間ナギ）
- うちの師匠はしっぽがない（作次郎）
- チェンソーマン（早川幼少期）

2023年
- 吸血鬼すぐ死ぬ2（ミカヅキ）
- TRIGUN STAMPEDE（エレンディラ・ザ・クリムゾンネイル ）
- 大雪海のカイナ（ヤオナ）
- ひろがるスカイ!プリキュア（2023年 - 2024年、夕凪ツバサ / キュアウィング）
- 鬼滅の刃 刀鍛冶の里編（小鉄）
- スキップとローファー（山田健斗）
- 異世界でチート能力を手にした俺は、現実世界をも無双する〜レベルアップは人生を変えた〜（倉田慎吾）
- 実は俺、最強でした?（ハルト・ゼンフィス）
- おかしな転生（ペイストリー＝ミル＝モルテールン）
- ラグナクリムゾン（2023年 - 2024年、クリムゾン）
- ミギとダリ（園山秘鳥〈ダリ〉、サリー）
- Paradox Live THE ANIMATION（燕夏準）
- デッドマウント・デスプレイ（アリウス・サバラモンド、シヴィル・A・サバラモンド）
- SHY（2023年 - 2024年、ミェンロン） - 2シリーズ
- アンデッドアンラック（2023年 - 2024年、重野力）

2024年
- メタリックルージュ（リオン）
- 七つの大罪 黙示録の四騎士（トリスタン） - 2シリーズ
- 刀剣乱舞 廻 -虚伝 燃ゆる本能寺-（小夜左文字）
- うる星やつら (2022)（潮渡渚）
- Re:Monster（フィリポ）
- ダンジョン飯（ヤアド）
- クレヨンしんちゃん（MCピーパリ）
- 神之塔 -Tower of God- 王子の帰還（ミュール・ラブ）
- 俺は全てを【パリイ】する 〜逆勘違いの世界最強は冒険者になりたい〜（ロロ）
- グレンダイザーU（コマンダー・シュラ）
- わんだふるぷりきゅあ!（夕凪ツバサ）
- 歴史に残る悪女になるぞ（スミス・フィン）
- 魔王様、リトライ!R（ヲタメガ）
- お買いものパンダ!（ぷちょまる）
- 青のミブロ（世都）
- デリコズ・ナーサリー（ソフィ・アンダーソン）
- アサティール2 未来の昔ばなし（イヤス）
- ルカと太陽の花（オリコ）
- ハイガクラ（丙閑）

2025年
- 没落予定の貴族だけど、暇だったから魔法を極めてみた（リアム）
- 魔法使いの約束（ミチル）
- 異修羅（窮知の箱のメステルエクシル）
- 魔神創造伝ワタル（増行暴露宇）
- るろうに剣心 -明治剣客浪漫譚- 京都動乱（本条鎌足）
- ギルドの受付嬢ですが、残業は嫌なのでボスをソロ討伐しようと思います（守護者）
- ＃コンパス2.0 戦闘摂理解析システム（テスラ）
- 機動戦士Gundam GQuuuuuuX（ゲーツ・キャパ）
- クラシック★スターズ（ロスト・シューマン）
- 水属性の魔法使い（涼）
- その着せ替え人形は恋をする Season 2（姫野あまね）
- 出禁のモグラ（猫附梗史郎、ナベシマ）
- 美男高校地球防衛部ハイカラ!（阿蘇とん太、太鼓の怪人）
- 白豚貴族ですが前世の記憶が生えたのでひよこな弟育てます（イゴール）
- とんでもスキルで異世界放浪メシ2（ドラちゃん）
- SANDA（三田一重）

### 劇場アニメ
2015年
- 屍者の帝国（フライデー）
- 亜人 -衝動-（ティト）

2017年
- 劇場版 ソードアート・オンライン -オーディナル・スケール-（レコン）

2018年
- 劇場版 SERVAMP-サーヴァンプ- -Alice in the Garden-（ヒュー・ザ・ダーク・アルジャーノンIII世）
- 劇場版 ひらがな男子〜序〜（こ）
- K SEVEN STORIES（謎の少年 / プレケス） - Episode 1 - 6
- 劇場版 夏目友人帳 〜うつせみに結ぶ〜（結城大輔）
- 宇宙の法—黎明編—（ダハール）

2019年
- 劇場版総集編 メイドインアビス 【前編】旅立ちの夜明け（トーカ）
- コードギアス 復活のルルーシュ（シャリオ）

2021年
- 復興応援 政宗ダテニクル 合体版＋（17代当主 伊達政宗）
- 劇場編集版 かくしごと -ひめごとはなんですか-（芥子駆）
- クレヨンしんちゃん 謎メキ!花の天カス学園（豆沢サスガ）
- 宇宙の法-エローヒム編-（ダハール）

2022年
- グッバイ、ドン・グリーズ!（ドロップ〈佐久間雫〉）
- ブルーサーマル（成原映太）
- 映画 バクテン!!（月雪ましろ）
- おそ松さん〜ヒピポ族と輝く果実〜（新トド松）
- 雨を告げる漂流団地（のっぽ）

2023年
- 映画ドラえもん のび太と空の理想郷（カルチ）
- 名探偵コナン 黒鉄の魚影（ピンガ / グレース）
- 劇場版 美少女戦士セーラームーンCosmos（セーラーアルーミナムセイレーン） - 前後編
- ブラッククローバー 魔法帝の剣（ラック・ボルティア）
- 映画 プリキュアオールスターズF（夕凪ツバサ / キュアウィング）
- 大雪海のカイナ ほしのけんじゃ（ヤオナ）
- 北極百貨店のコンシェルジュさん（バーバリライオン）
- 劇場版 乙女ゲームの破滅フラグしかない悪役令嬢に転生してしまった…（クミート）

2024年
- 劇場版ハイキュー!! ゴミ捨て場の決戦（日向翔陽）
- 範馬刃牙VSケンガンアシュラ（ガイア）
- わんだふるぷりきゅあ!ざ・むーびー! ドキドキ♡ゲームの世界で大冒険!（夕凪ツバサ / キュアウィング）
- 風都探偵 仮面ライダースカルの肖像（少年翔太郎）
- PUI PUI モルカー ザ・ムービー MOLMAX（カノン）

2025年
- 不思議の国でアリスと -Dive in Wonderland-（トゥイードルディー）
- 映画 キミとアイドルプリキュア♪ お待たせ!キミに届けるキラッキライブ!（夕凪ツバサ / キュアウィング）

### OVA
2014年
- 俺の脳内選択肢が、学園ラブコメを全力で邪魔している（春原ヨウ）
- ノラガミ（学） - コミックス10巻DVD付き特別版に収録
- BLB（茅ヶ崎晴日）

2015年
- ハイキュー!!（2015年 - 2020年、日向翔陽） - コミックス15・21巻アニメDVD付予約限定版、27巻アニメDVD同梱版、OVA『陸 VS 空』

2017年
- SUPER LOVERS（佐々木郁芳） - コミックス10・11巻プレミアムアニメDVD付き限定版
- 蒼き雷霆 ガンヴォルト（紫電）
- 初恋モンスター（野口一男） - 単行本第8巻アニメDVD付き特装版に収録

2018年
- ヤリチン☆ビッチ部（矢口恭介） - コミックス第3巻DVD付き限定版およびODS上映

2019年
- 千銃士 OVA（ニコラ、ノエル）

### Webアニメ
2014年
- 神羅万象〜天地神明の章〜（アーク）

2015年
- 磯部磯兵衛物語（2015年 - 2017年、中島襄、お犬様、六男いえのぶ） - 2シリーズ
- スーパーショートコミックス
- 鳥取県八頭町PRアニメ（染飯崎タケル）

2016年
- ゾンミちゃん（タナ都）
- エリートバナナ・バナ夫（マイク野田）
- オシリスの天秤 -season2-
- 政宗ダテニクル（伊達政宗）
- ぽすくま（2016年 - 2020年、ぽすくま）
- アッカァくんのACCA講座（アッカァくん）

2017年
- 40周年だよ!! コロコロオールスター小学校（ジョーカー）
- 夢王国と眠れる100人の王子様 ショート（トルマリ、ヒナタ）
- きび男子（2017年 - 2018年、猿彦、アレク先生）

2018年
- DEVILMAN crybaby（飛鳥了 / サタン）
- ソードガイ The Animation（黒丸）

2019年
- むぎゅっと！ブラッククローバー（ラック・ボルティア）
- ニンジャボックス（ポンプ）
- 無限の住人-IMMORTAL-（2019年 - 2020年、川上練造）

2020年
- ニンジャラ シノビの里（カッペイ）

2021年
- おしえて北斎! -THE ANIMATION-（記者A、黒田清輝）
- アーケイン：リーグ・オブ・レジェンド（マイロ）
- スーパー・クルックス（ジョニー・ボルト〈少年〉）
- Pokémon Evolutions（ジュン）

2022年
- スプリガン（マクドガル大佐）
- 腐男子召喚〜異世界で神獣にハメられました〜（皓）
- 七つの大罪 怨嗟のエジンバラ（2022年 - 2023年、トリスタン〈青年期〉）

2023年
- 終末のワルキューレII（零福）
- 大奥（垣添）
- 範馬刃牙（ガイア）
- マサムネ - 使命の赤き刃 -（ミカド）

2024年
- SAND LAND: THE SERIES（ムニエル）
- T・Pぼん（トーマス）
- Fate/Grand Order 藤丸立香はわからない Season2（セタンタ）

### ゲーム
2013年
- ガイストクラッシャー（ランタ）
- やはりゲームでも俺の青春ラブコメはまちがっている。（川崎大志）

2014年
- 蒼き雷霆 ガンヴォルト（2014年 - 2022年、紫電） - 2作品
- あやかしごはん（狐森綴）
- M3〜ソノ黒キ鋼〜///MISSION MEMENTO MORI（伊削ヘイト）
- 学園ヘヴン2〜DOUBLE SCRAMBLE!〜（服部弐乃助）
- グランブルーファンタジー（2013年 - 2022年、ウラムヌラン、ハル、オモイカネ、オモイカネ・レシュ、オモイカネ・ヴェト、オモイカネの端末達）
- 声カレ〜放課後キミに会いに行く〜（蘇芳空）
- 三国志パズル大戦（関索）
- ジェイスターズ ビクトリーバーサス（日向翔陽）
- ハイキュー!!（2014年 - 2023年、日向翔陽） - 3作品
- ハマトラ Look at Smoking World（ペロ）
- 魔法科高校の劣等生 Out Of Order（吉祥寺真紅郎）
- 魔法科高校の劣等生 LOST ZERO（吉祥寺真紅郎）

2015年
- アイ★チュウ（華房心）
- あやかしごはん〜おかわりっ!〜（狐森綴）
- あんさんぶるスターズ!（2015年 - 2020年、姫宮桃李）
- うたわれるもの 偽りの仮面（キウル）
- 怪盗ジョーカー 時を超える怪盗と失われた宝石（ジョーカー）
- クイズRPG 魔法使いと黒猫のウィズ（2015年 - 2024年、ティア・ソピア、クルス・ドラク、今久留主奇譚、ギヴン、今久留主好介、スラ子、オオカ美）
- 幻影異聞録♯FE（ゴードン）
- 恋せよ王子様（アルバート）
- 白猫プロジェクト（シュラ・ソウリュウ）、レクト・ラロ）
- 神撃のバハムート（ゼル、ディオン）
- ソードアート・オンライン -ロスト・ソング-（レコン）
- デジモンストーリー サイバースルゥース（ユーゴ）
- 刀剣乱舞 ONLINE（2015年 - 2024年、小夜左文字）
- 夢王国と眠れる100人の王子様（ヒナタ、トルマリ）

2016年
- アイドルマスター SideM（2016年 - 2023年、姫野かのん）
- アカシックリコード（アリストテレス、イジドール）
- イケメン革命 アリスと恋の魔法（ロキ＝ジェネッタ）
- うたわれるもの 二人の白皇（キウル）
- エンドライド-X fragments-（カクタス）
- 逢魔が刻 〜かくりよの縁〜（紅葉）
- 12歳。（2016年 - 2017年、新堂柚希） - 2作品
- ストリートファイターV（ショーン）
- 世界樹の迷宮V 長き神話の果て（PCボイス）
- 戦魂 -SENTAMA-（坂井久蔵）
- 蒼空のリベラシオン（ギルバート）
- 誰ガ為のアルケミスト（ミズチ）
- チェインクロニクル（キウル）
- なむあみだ仏っ!（弥勒菩薩）
- ニル・アドミラリの天秤 帝都幻惑綺譚（久世ヒタキ）
- ノラネコと恋の錬金術（ウェジー）
- 初恋モンスター まいすいーと☆もんすたー（野口一男）
- ばなにゃ（ばなにゃ子、とらばなにゃ、さばとらばなにゃ、ベビーばなにゃ、エリザベスばなにゃ）
- バンドやろうぜ!（晶）
- ファイナルファンタジーXV（青年期のタルコット・ハスタ）
- 文豪とアルケミスト（新美南吉）
- pop'n music うさぎと猫と少年の夢（ナビくん）
- Mighty No. 9（ベック）
- マジカルデイズ the Brats’s Parade（イリヤ）
- ミラクルニキ（紫苑、ランサー）
- ラストピリオド -終わりなき螺旋の物語-（ガジェル）
- LOVE☆スクランブル（柴咲レン）

2017年
- キズナストライカー!（テオ）
- 輪華ネーション（渋川春海）
- GRAVITY DAZE 2（ビット）
- 花朧 〜戦国伝乱奇〜（真田幸村）
- 双星の陰陽師（石鏡悠斗）
- ファイアーエムブレム ヒーローズ（2017年 - 2024年、ゴードン、セネリオ）
- スーパーボンバーマン R（緑ボン）
- Shadowverse（ゼル）
- ＃コンパス 戦闘摂理解析システム（ニコラ テスラ）
- トリックスター 召喚士になりたい（リク）
- 戦刻ナイトブラッド（猿飛佐助）
- キャプテン翼 〜たたかえドリームチーム〜（葵新伍）
- 君と霧のラビリンス（香月弦）
- Q＆Qアンサーズ（ラング）
- カクテル王子（カイピリーニャ、カイピロスカ）
- 神式一閃 カムライトライブ（マヒト）
- 君はヒーロー 対決！ご当地怪人編（皆野祐樹）
- セブンズストーリー（ピエール、レイジィ）
- 白猫テニス（レクト）
- アイドルマスター SideM LIVE ON ST@GE!（2017年 - 2020年、姫野かのん）
- ニル・アドミラリの天秤 クロユリ炎陽譚（久世ヒタキ）
- ドラゴンジェネシス -聖戦の絆-（アムドゥシアス）
- ひらがな男子 いつらのこゑ（こ）
- ブラッククローバー グリモワールバトル（ラック・ボルティア）
- SIX SICKS（財前陽太郎）
- SHOW BY ROCK!!（2017年 - 2019年、リク）
- 蝶々事件ラブソディック（狐射堂遙）
- アルケミアストーリー（アルス）
- オトメ勇者（ミュゼルカ）
- オルタンシア・サーガ -蒼の騎士団-（イヴォン）

2018年
- こえかつ（立花翼）
- LibraryCross∞（レオ）
- 乖離性ミリオンアーサー（交響型ガウェイン）
- CARAVAN STORIES（クレヴィス）
- Ar:pieL（バイン）
- 消滅都市2（ベオ）
- 千銃士（ニコラ、ノエル）
- 二ノ国II レヴァナントキングダム（夢の中の少年）
- GALTIA V Edition（ライラ・ノア）
- グラフィティスマッシュ（エドガー）
- GOD EATER RESONANT OPS（ソラ・マーリエ）
- クロノマギア（レオ・ブルームフィールド、逆神の熾天使ルシファー、静観の穏龍契士リクウ）
- 妖怪ウォッチ ぷにぷに（2018年 - 2019年、稲森明日人）
- IDOL FANTASY - アイドルファンタジー -（伊咲晃）
- グランドチェイス -次元の追跡者-（ロナン）
- 世界樹の迷宮X（レオ、PCボイス）
- 三国志大戦 狼主の双剣（魏延、高幹、高順、成宜、曹髦、禰衡、陸抗、劉禅 他）
- ゼノブレイド2（カムヤ）
- パズル&ドラゴンズ（静観の穏龍契士・リクウ、流焔の鬼龍契士・スオウ / 浮雲の鬼龍契士・スオウ）
- ブラッククローバー カルテットナイツ（ラック・ボルティア）
- イナズマイレブンAC（2018年 - 2019年、稲森明日人） - 2作品
- うたわれるもの斬 / 2（2018年 - 2021年、キウル） - 2作品
- ドラガリアロスト（イルファン、ニコラ）
- 軍靴をはいた猫（くーにゃん）
- 交響性ミリオンアーサー（ガウェイン）
- フードファンタジー（ダブルアイス、小籠包）
- Cendrillon palikA（ハルモニア）
- Déraciné（デラシネ）（ニルス）
- ワールドエンドヒーローズ（百片ユウナギ）
- ブラッククローバー 夢幻の騎士団（ラック・ボルティア）
- 白と黒のアリス -Twilight line-（カルミア）
- 夢間集−ムカンシュウ−（龍骨）

2019年
- 非人類学園 -Extraordinary Ones-（金角）
- コロキュアル（柚木要）
- Dragon Marked For Death（忍び）
- 英語とクイズのココロセカイ（ダンテ、アルト）
- 蛇香のライラ 〜Allure of MUSK〜（ジェミル）
- ワンダーグラビティ 〜ピノと重力使い〜（ヒューゴ）
- BLEACH -Brave Souls-（産絹彦禰）
- カーストヘヴン（あつむ）
- EVE rebirth terror（キア）
- なむあみだ仏っ!-蓮台 UTENA-（弥勒菩薩）
- 私立ベルばら学園 〜ベルサイユのばらRe*imagination〜（シャルル）
- ブラックスター -Theater Starless-（マイカ）
- クロス×ロゴス（エルス〈女〉）
- ニンジャボックス（ポンプ）
- 実況パワフルプロ野球（由井薫）
- 剣が刻（歌京音丸、紫桜）
- 星と翼のパラドクス（キサラ）
- Epic Seven-エピックセブン-（ヘイスト、アドレー）
- 魔法使いの約束（ミチル）
- うたわれるもの ロストフラグ（キウル）
- 神様しばい（北兎律、北兎凛）
- RenCa:A/N（レンカ アルバニグル）（フェルテ・トゥレース）
- 陰陽師（雲外鏡）
- もののけ夜行- 百鬼異世界物語

2020年
- ワールドフリッパー（アドーニ）
- ぷよぷよ!!クエスト（日向翔陽）
- ドラゴンクエストX いばらの巫女と滅びの神 オンライン（ペペロゴーラ）
- にゃんグリラ（チャトラ、ヒューゴ）
- ファントム オブ キル（アルテミス（キラーメイル））
- SHOW BY ROCK!! Fes A Live（リク）
- あんさんぶるスターズ!! Basic / Music（2020年 - 2024年、姫宮桃李） - 2作品
- アイ★チュウ Étoile Stage（華房心）
- ポケモンマスターズ / EX（2020年 - 2024年、ミツル）
- エンゲージソウルズ（ジェレミー）
- エリオスライジングヒーローズ（レオナルド・ライト・Jr）
- イナズマイレブン SD（稲森明日人）
- ファンタジーライフ オンライン（ウィズ）
- 原神（ウェンティ）
- サンクタス戦記-GYEE-（シャン）
- 食物語（2020年 - 2022年、エビ餃子、鬼火緑）
- スタースマッシュ（シン）
- ドラゴンクエスト ライバルズ（守り人ナイン）

2021年
- アイドルマスター ポップリンクス（姫野かのん）
- Fate/Grand Order（2021年 - 2024年、セタンタ） - 2作品
- ジャックジャンヌ（紙屋写）
- ルーンファクトリー5（セシル）
- スーパーボンバーマン R オンライン（緑ボン）
- 戦場のフーガ（マルト・マジパン）
- アイドルマスター SideM GROWING STARS（2021年 - 2023年、姫野かのん）
- スーパーロボット大戦30（シャリオ、パトリック・ホイル）
- メガトン級ムサシ（芥川康太）
- 共闘ことばRPG コトダマン（2021年 - 2022年、日向翔陽、ヨバシリエス、ンニンガン）
- タロット男子 〜22人の見習い占い師〜（ルミナス・トリステッツァ）
- グランサガ（エダン）

2022年
- WAR OF THE VISIONS ファイナルファンタジー ブレイブエクスヴィアス 幻影戦争（アルストリア）
- アークナイツ（ミヅキ）
- 夢職人と忘れじの黒い妖精（ノア）
- #コンパス ライブアリーナ（2022年 - 2023年、ニコラ テスラ）
- 聖剣伝説 ECHOES of MANA（ひつじ）
- エターナルツリー（オウブン、カール）
- アリスフィクション（ミケランジェロ）
- Tower of Fantasy（幻塔）（ゼロ）
- モノクロームメビウス 刻ノ代贖（キウル）

2023年
- ファイアーエムブレム エンゲージ（セネリオ）
- みんなで早押しクイズ（四乃森ハルト）
- ベヨネッタ オリジンズ: セレッサと迷子の悪魔（夢の少年）
- 戦場のフーガ2（マルト・マジパン）
- ブラッククローバーモバイル 魔法帝への道 The Opening of Fate（ラック・ボルティア）
- ポーカーチェイス（ベリル・メイザース）
- BLUE PROTOCOL（メルロウフ）

2024年
- SAND LAND（ムニエル）
- 護縁（スサム）
- 逆転オセロニア（スピカ）
- レゾナンス:無限号列車（ヨシュア）
- カルドアンシェル（紫電）

2025年
- モンスターストライク（エトワール、ゲーツ・キャパ）
- 鬼滅の刃 ヒノカミ血風譚2（小鉄）

時期未定
- トライブナイン（千住百一太郎）

### ドラマCD
2014年
- 音恐怪話 BEYOND（少年）
- 霧雨が降る森 ドラマCD 一粒目の雨（子ども〈幽霊〉）
- 新釈 鏡花あやかし秘帖 「幽冥の館」（桂木茜）
- ハイキュー!!（日向翔陽） - コミックス9巻ドラマCD同梱版
- 初恋モンスター（2014年 - 2016年、野口一男） - コミックス3 - 6巻ドラマCD付き特装版
- RACK-13係の残酷器械-（敏） - コミックス第4巻アニメイト限定版

2015年
- 蒼き雷霆ガンヴォルト 義心憤怒 / III（紫電）
- うちの妻ってどうでしょう?（編集A）
- 季刊シリーズ「saison（セゾン）printemps（プランタン）春」（吉田樹）
- GANGSTA. IV（ウォレス・アルカンジェロ〈ウォリック幼少期〉）
- SERVAMP-サーヴァンプ- ドラマCD『吸血鬼だらけの冬休み』（ヒュー・ザ・ダーク・アルジャーノンIII世）
- ドラマCD 初恋モンスター（野口一男）
- ドラマCD 枕男子 幼気男子と屋台男子（可愛川晴人）

2016年
- SERVAMP-サーヴァンプ- ドラマCD『吸血鬼だらけの春休み』（ヒュー・ザ・ダーク・アルジャーノンIII世）
- 椎名くんの鳥獣百科（2016年 - 2017年、波木ケン） - コミックス8 - 10巻ドラマCD付き限定版
- ドラマCD SERVAMP-サーヴァンプ- 第1 - 3巻（ヒュー・ザ・ダーク・アルジャーノンIII世）
- 葬除屋XRAID ドラマCD Judge the mistakes-過ちの代償-（響）

2017年
- 狼陛下の花嫁（2017年 - 2018年、浩大） - コミックス16・19巻ドラマCD付き特装版
- ドラマCD SERVAMP-サーヴァンプ- 第1 - 2弾（ヒュー・ザ・ダーク・アルジャーノンIII世）
- 俺様ティーチャー ドラマCD「10thアニバーサリーDISC サイドA」（華房雅） - コミックス24巻ドラマCD付き限定版
- 俺様ティーチャー ドラマCD「10thアニバーサリーDISC サイドB」（華房雅） - 花とゆめ2017年16号付録

2018年
- ヤンキーショタとオタクおねえさん（少年探偵ルイ）
- おかしな転生（ペイストリー）
- デルフィニア戦記 戦女神の祝福（シェラ）
- 蝶々事件ラブソディック 愛しき君と館にて（狐射堂遙）
- 妖怪学校の先生はじめました！（狸塚豆吉）
- ねこがみさまとおれ（ユキヤ）
- 狼陛下の花嫁 ドラマCD（浩大） - 月刊LaLa2018年9月号付録

2019年
- ファイアーエムブレム エクストラドラマCD 暁の女神 〜群雄たちの譲れぬ想い〜（セネリオ）
- 『神様しばい』神的ドラマCD “THE FIRST ACT”（北兎律）
- ぼっちゃまは今日もイジられる（朱雀院ワタル）

2020年
- Paradox Live（燕夏準）
- In Between-迷わず、彷徨う者-（朝陽遙馬）
- 魔法使いの嫁（ヨセフ） - コミックス14巻ドラマCD付限定版

2021年
- かげきしょうじょ!!（悠太） - Blu-ray第3・4巻特典CD

2022年
- 王の獣（謡尾） - Cheese!2022年8月号付録ドラマCD

2023年
- DIG-ROCK（鴫野嵐史）

### BLCD
2013年
- 密室の密かな星（花籠）

2014年
- 知ってるよ。 / -君とふたりで-（2014年 - 2016年、星崎優生）
- ヤンデレ天国BLACK〜真誠学園生徒会 編〜（香椎響）
- 碧の王子〜Prince of Silva〜（蓮・甲斐谷・シウヴァ〈幼少期〉）

2015年
- 愛の蜜に酔え！（黒木里久）
- 吐息はやさしく支配する（岡崎來可）
- オレだけ見ないと××しちゃうぞ（闇満）
- あまくてしんじゃうよ（飯島直人）

2016年
- ヤリチン☆ビッチ部 1 - 5（2016年 - 2023年、矢口恭介）
- 男子高校生、はじめての / 第4弾 親友の交際を全力で阻止する方法 / 2nd after Disc 〜Gift〜 / 〜Summer vacation 2018〜 / after Disc 〜First Blessing〜（2016年 - 2018年、杉本有）
- 溺愛スウィートホーム（鷹遠聖大）
- さよなら恋人またきて友だち（宮内カナエ）
- カラーレシピ 2（龍来）
- 5人の王 I 前・後篇（セージ）
- キャンディミルク（来海あつむ）

2017年
- カーストヘヴン 1 - 3（日下部あつむ）
- sick（岸祥太）
- ほーげんカレシとルームシェア！〜茨城男子と帰国子女編〜（逢沢冬樹）
- アホエロ（坂口）
- おはようとおやすみとそのあとに（片岡伊介'）

2018年
- 草の冠 星の冠 ―恒久夏国―（ヒバナ）
- さよならアルファ（長谷川はるか）
- 君と僕と世界のほとり Phrase1 - 2（2018年 - 2019年、三倉雪⽃）

2020年
- 君ってやつはこんなにも（安村紺）
- 理解不能クソキューティ（広瀬紡）

2021年
- ドS先生に愛されてたまるか（美浪彗）
- 腐男子召喚〜異世界で神獣にハメられました〜 ドラマCD・6巻付属CD（玄武・皓）

2022年
- ラムスプリンガの情景（ジーン）
- 明けても暮れても -続 いつか恋になるまで-（由比）
- 地雷系男子すずくん（古縞涼）

2023年
- 僕らの一線（尾長アゲハ）

2024年
- 親愛なるジーンへ 1（ジーン・ウォーカー）
- 親愛なるジーンへ 2
- 兄弟制度のあるヤンキー学園で、今日も契りを迫られてます（黒須叶）
  - 兄弟制度のあるヤンキー学園で、今日も契りを迫られてます 4巻ドラマCD付

### 朗読CD
- あやかしごはん もぐもぐシリーズvol.7「吟さんと綴くんとハンバーグもぐもぐCD」（2014年、狐森綴[483]）
- 憧れシリーズ 憧れの職業CD VOL.5 小児科医編（2014年、西和希[484]）
- ラブネットチューン Type-04 白玉（2016年、白玉[485]）

### 吹き替え

#### 担当俳優
タイ・シンプキンス
- インシディアスシリーズ（2014年 - 2023年、ダルトン・ランバート）
  - インシディアス 第2章
  - インシディアス 赤い扉

- ジュラシック・ワールド（2017年、グレイ・ミッチェル） - 日本テレビ版

#### 映画
2015年
- あと1センチの恋
- メイズ・ランナー（チャック〈ブレイク・クーパー〉）
- ビースト・オブ・ノー・ネーション（アグー〈エイブラハム・アター〉）

2016年
- ヴィンセントが教えてくれたこと（ロバート・オシンスキー〈ダリオ・バロッソ〉）
- ゲームメイカー 消えたジグソーパズルと巨大迷路の秘密（アイヴァン〈ダヴィード・マズーズ〉）
- セキュリティコール（ジェイコブ〈リアム・ディキンソン〉）
- ペーパータウン（ベン〈オースティン・エイブラムス〉）
- ボーイ・ソプラノ ただひとつの歌声（ステット〈ギャレット・ウェアリング〉）

2018年
- ダーク・タワー（ジェイク・チェンバーズ〈トム・テイラー〉）

2019年
- アクアマン（13歳のアーサー〈オーティス・ダンジ〉）

2021年
- 悪魔のビンゴカード
- ダニエル（ルーク〈マイルズ・ロビンス〉）
- シャザム!（フレディ・フリーマン〈ジャック・ディラン・グレイザー〉） - ザ・シネマ版

2022年
- アンチャーテッド（ネイト少年〈ティエナン・ジョーンズ〉）

2025年
- マインクラフト/ザ・ムービー（ヘンリー〈セバスチャン・ハンセン〉）
- ヒックとドラゴン（フィッシュ〈ジュリアン・デニソン〉）

#### ドラマ
2013年
- ワンス・アポン・ア・タイム（少年時代のベルファイア〈ディラン・シュミッド〉）

2015年
- デアデビル（少年時代のマット）
- THE 100/ハンドレッド（モンティ・グリーン〈クリストファー・ラーキン〉）
- フォーリング スカイズ4（マット・メイソン〈マキシム・ナイト〉）

2016年
- ザ・ラストシップ（レイ・ディアス〈アダム・イリゴエン〉）
- THE FLASH/フラッシュ（ウォリー・ウェスト / キッドフラッシュ〈キーナン・ロンズデール〉）

2020年
- スタートレック:ディスカバリー（2020年 - 2024年、グレイ・タル〈イアン・アレクサンダー〉）

2021年
- ユーフォリア/EUPHORIA（アッシュトレイ〈ジャボン・ウォルトン〉）
- インベージョン（2021年 - 2023年、モンティ・カッターミル 〈パディ・ホランド〉） - 2シリーズ

2022年
- エリザベス:女王への道（エドワード6世〈オリヴァー・ゼッターストローム〉）

2023年
- モナーク: レガシー・オブ・モンスターズ（ケンタロウ・ランダ〈渡部蓮〉）

#### アニメ
- サンダーバード ARE GO（2015年、アラン・トレーシー）
- SING/シング（2016年、ハウィー〈カエル〉）
- ボス・ベイビー ファミリー・ミッション（2021年、コニー[495]）
- メカアマト（2022年、アマト）
- ちびっこマダガスカル（2023年、マーティ[496]）
- 百妖譜（2024年、磨牙[497]） - 2シリーズ[一覧 36]
- メカアマト Movie（2024年、アマト[498]）
- 龍族 -The Blazing Dawn-（2024年、ルー・ミンゼイ〈路鳴沢〉[499]）
- 時光代理人 -LINK CLICK-II　(2024年、李天辰〈リー・ティエンチェン〉、李天希〈リー・ティエンシー〉)

### 特撮
- 暴太郎戦隊ドンブラザーズ（2022年 - 2023年、ドンムラサメの声[500]） - 2作品[一覧 37]

### デジタルコミック
- VOMIC 暗殺教室（2013年[501][502]）
- 天使とアクト!!（2017年、凰生為人[503]）
- マンガアニメ「かくしごと」（2020年、芥子駆）
- 魔石グルメ 魔物の力を食べたオレは最強!（2020年、アイン[504]）
- 王の獣（2021年、謡尾[505]）
- 【ボイスコミック】ぷちくろケスタ（2023年、天馬六華）
- 三途の川アウトレットパーク（2024年、牧野俊[506]）
- ボイスコミックライブ （2024年）[507][508]
  - 公演A「一筋縄ではいかない恋特集」（「ピンクとハバネロ」（黒瀬彗）、「お姉ちゃんの翠くん」（雪代翠））
  - 公演B「クセつよ男子特集」（「月のお気に召すまま」（滝島月））
- しのびごと（2024年、ヨダカ）

### ラジオ
※はインターネット配信。
- ハイキュー!! 烏野高校放送部!（2014年 - 、アニメ公式サイト内※[509]）
- オオカミ少女とラジ王子（2014年 - 2015年、超!A&G+※・HiBiKi Radio Station※）
- 代永翼と村瀬歩の東高セゾンラジオ「春」（2015年、アニメイトTV※）
- 継うたわれるものらじお（2015年 - 2016年、音泉※）
- ガッチャマンクラウズRadio〜インサイト〜（2015年、超!A&G+※・音泉※・HiBiKi Radio Station※）[510]
- 村瀬くんと八代くん（仮）（2015年 - 、超!A&G+※[511]・AG-ON Premium※）
- 川原慶久と村瀬歩の世界樹Webラジオ（2016年 - 、YouTube※・ニコニコ動画※）
- TVアニメ「SHOW BY ROCK!!#」〜ボクらの夢銀河☆Shiny Star Precious ラジオ〜（2016年、音泉※）
- エルドライブ【ēlDLIVE】〜ジャンルノRadio〜（2017年、音泉※）[512]
- 将国のアルタイル〜トルキエ放送局〜（2017年 - 2018年、音泉※）[513]
- アイドルマスター SideM ラジオ 315プロNight!（2019年、ニコニコ生放送※）
- ムヒョとロージーの魔法律相談事務所 〜ムヒョロジラジオ〜（2020年、音泉※）[514]

### ラジオCD
- ラジオCD「GDF広報室提供「MJPザンネンラジオ」」Vol.2 - 3（2013年）[515]
- DJCD ハイキュー!! 烏野高校放送部! 第1 - 10巻（2014年 - 2018年）[516]
- ラジオCD「M3〜ソノ黒キラジオ〜」 Vol.1・3（2014年）[517]
- 「ガッチャマンクラウズRadio〜インサイト〜」ラジオDJCD 上・下巻（2015年）[518][519]
- ラジオ あんさんぶるスターズ! 〜夜闇の魔物に怯える子猫〜 DJCDコレクション Vol.2（2016年）[520]
- ラジオCD「ラジオ・ディバインゲート」[521]（2016年）
- 「継うたわれるものらじお」其の壱 - 其の肆（2016年）
- ラジオCD「SUPER LOVERS RADIO LOVERS」 Vol.1・3 - 4（2016年）
- DJCD「村瀬くんと八代くん」 1 - 7（2016年 - 2019年）[522][523]
- ラジオCD 『TVアニメ初恋モンスター「…で、俺のラジオだけど、どうする？」』（2016年）[524]
- ラジオCD『煌うたわれるものらじお』 Vol.1（2016年）[525]
- ラジオCD「エルドライブ【ēlDLIVE】〜ジャンルノRadio〜」（2017年）[526]
- 「さらざんまい」ラジオ番組「ぷれざんまい」DJCD 第3皿（2019年）

### ナレーション
- アニメマシテ（2015年9月7日 - 21日、テレビ東京）
- ぼくらはマンガで強くなった（2016年11月11日・2017年2月17日・3月31日・11月10日・24日・12月15日・2018年3月2日・30日、NHK BS1）[527]
- 密着1009日新時代を創るふたりのエース〜春の高校バレー直前SP〜（2017年1月3日、フジテレビ）[528]
- NHKニュース おはよう日本（2018年11月15日・16日・19日 - 21日・26日、NHK総合）
- どうぶつ投稿ランド（2020年8月21日、TBS）[529]
- 検索し街た（2020年11月1日、フジテレビ）
- ツギツギ!〜世界は案外つながってる!!〜（2021年2月11日、NHK総合）
- 国民1万2千人が選ぶ!私が感動した金メダルはこれだ!（2021年7月20日、テレビ朝日）[530]
- チョコプラの超ヒット商品研究所（2021年11月7日、TBS）
- 倉敷科学センタープラネタリウム「南半球星空めぐり〜サザンクロスに願う夜〜」（2022年3月22日 - 11月6日）[531]
- アニメ専門！ジェラードン引越センター（2023年9月30日、テレビ東京）[532]
- 第75回NHK紅白歌合戦（2024年12月31日、NHK[533]）

### CM
- バレーボールネーションズリーグ2025（TBS・BS-TBS）- ナレーション [534]

### テレビ番組
※はインターネット配信。
- モテ福（2013年5月31日 - 2018年3月30日、テレビ埼玉、トイレイチェル、アユム、ゆっくん、アーン・パンダ、天才演出家 豚居カケル） - 不定期
- ○○と新どうが（2017年9月11日 - 29日、テレビ東京）
- ボドゲであそぼ（2018年7月4日 - 9月26日、2019年7月3日 - 9月25日、TOKYO MX、番組マスコットキャラクター「ウサこま」[535]）
- シナぷしゅ「たまごのたび」（2020年6月1日 - 6月5日、8月3日 - 8月7日、テレビ東京、たまご[536]）
- スクる!（2022年3月18日 - 28日、2022年4月4日 - 、NHK Eテレ、DJえぬふぉ、すくがミ[537]）

### 実写映画
- 劇場版 ACMA:GAME 最後の鍵（2024年、バレイアの声[538]）

### 映像商品
- アイドルマスター SideM シリーズ
  - THE IDOLM@STER SideM 2nd STAGE 〜ORIGIN@L STARS〜 Live Blu-ray（2017年）[539]
  - THE IDOLM@STER SideM GREETING TOUR 2017 〜BEYOND THE DREAM〜 LIVE Blu-ray（2018年）[540]
  - THE IDOLM@STER SideM 3rdLIVE TOUR 〜GLORIOUS ST@GE!〜 LIVE Blu-ray Side MAKUHARI（2018年）[541]
  - THE IDOLM@STER SideM 3rdLIVE TOUR 〜GLORIOUS ST@GE!〜 LIVE Blu-ray Side SENDAI（2019年）[542]
  - THE IDOLM@STER SideM 3rdLIVE TOUR 〜GLORIOUS ST@GE!〜 LIVE Blu-ray Side FUKUOKA（2019年）[543]
  - THE IDOLM@STER SideM PRODUCER MEETING 315 SP＠RKLING TIME WITH ALL!!! EVENT Blu-ray（2019年）[544]
- モテ福 3・5・6・7（2015年 - 2018年）
- 人狼バトル〜人狼VS探偵〜（2015年）[545]
- 浪川大輔と岡本信彦のおつかれ3 その1（2016年、ゲスト[546]）
- あんさんぶるスターズ！私立夢ノ咲学院ドリームフェスティバル（2017年）[547]
- SERVAMP FESTIVAL（2017年）[548]
- ユーリ!!! on STAGE（2017年）[549]
- 梶100！〜梶裕貴がやりたい100のこと〜 セレクション 2巻（2018年）[550]
- 声優イベントDVD企画 人狼バトル lies and the truth 2019 FEBRUARY〜人狼VS海賊〜（2019年）[551]

### 舞台
- スターダスト・インフェルノ メモリリーク・メモリーズ（2018年12月8日 - 9日、上遠野未来[552]）
- 声優朗読劇 VORLESEN フォアレーゼン（2019年8月31日、9月14日[553]、11月23日[554]、2020年11月15日[555]）
- 朗読劇「若きウェルテルの悩み」（2024年5月3日・5日[556]）
- 江戸川乱歩 名作朗読劇「少年探偵団」（2024年、小林芳雄[557][558]）
- イクニプロデュース Reading in the dark「春琴の佐助」牡丹チーム（2024年10月31日 - 11月3日、春琴[559]）
- 江戸川乱歩 朗読劇「幻調乱歩大系」（2025年[560]）
- 音楽朗読劇「仮面の男」〜アレクサンドル・デュマ・ペール「ダルタルニャン物語」より〜（2025年、ダルタニアン 他[561][562]）
- Reading Concert「Express」2025（2025年5月3日公演予定、シアター1010）[563]

### オーディオドラマ
- 彼方のアストラ ボイスドラマ（2016年、ルカ・エスポジト[564]）
- あやかし協定 ショートボイスドラマ（2022年、稲生千里[565]）
- アイドルマスター SideM「315 PASSION CONTENTS」『CONNECT WITH MUSIC! 負けたくないって気持ち』（2023年、姫野かのん）

### オーディオブック
- Audible もしも料理店 （2024年、朗読[566] ）

### PV
- あやかし協定 妖怪は友だちにふくまれますか? PV（2022年、稲生千里[567]）
- つれないほど青くて あざといくらいに赤い PV（2022年、速水ミハヤ[568]）
- 直木賞作家×YOASOBI『はじめての』プロジェクトPV（2022年、椎太[569]）
- バキ外伝 PV（2023年、ガイア[570]）
- 魔術師クノンは見えている コミックススペシャルPV（2023年、クノン/ナレーション[571]）
- ハイブルク家三男は小悪魔ショタです 発売記念PV（2024年、セルフィル[572]）

### 玩具
- 暴太郎戦隊ドンブラザーズ DXニンジャークソード（2022年12月）
- 変身スカイミラージュ
- カラフルアクション★ミックスパレット
- 暴太郎戦隊ドンブラザーズ ニンジャークソード -MEMORIAL EDITION-（2024年3月18日）

### その他コンテンツ
- ボイスアプリ「シチュエーションカレシ第9弾『ベタ惚れカレシ』」（2015年、渚）
- サンリオキャラクター フラガリアメモリーズ （2023年、タッサム[573]）
- 株式会社メイクソフトウェアのプリントシール機「USAGI 3（うさぎさん）」ナレーション（2016年、うさぎ坊や）
- 稲森 明日人のサッカー教室（2018年、稲森明日人[574]）
- イレブンタッチ（2018年、稲森明日人）
- パチンコ『P SHOW BY ROCK!!』（2019年、リク）
- 「魔石グルメ 魔物の力を食べたオレは最強！」CM（2019年、ナレーション[575]）
- ラジオドラマ「魔道祖師」（2020年、金凌[576]）
- ○○男子project（2020年、毒島亮〈毒舌男子〉[577]）
- 数学学習サービス「数学者を召喚したらイケメンだった」（2020年、ブレーズ・パスカル[578]）
- Clock over ORQUESTA（2021年、天馬六華（青年）[579]）
- VS AMBIVALENZ（2021年、AUGURI[580]、FUTABA[581]）
- TRUE WIRELESS STEREO EARPHONES アニメ『ハイキュー!!』モデル（2021年、日向翔陽[582]）
- ハイドライバーズ（2022年、早乙女麟[583]）
- ボイレピ♪ 朝ごはん #39 村瀬歩さんの声で作る「韓国流ベーコンエッグワンパントースト」（2023年）[584]
- シャープ「COCORO VOICE」空気清浄機・ホットクック・ヘルシオ用カスタムボイス（2023年、夕凪ツバサ / キュアウィング[585]）

## ディスコグラフィ

### キャラクターソング
| 発売日   | 商品名                                                                              | 歌 | 楽曲 | 備考                                                                                    |
| 2014年   | 2014年                                                                              | 2014年 | 2014年 | 2014年                                                                                  |
| -------- | ----------------------------------------------------------------------------------- | --- | --- | --------------------------------------------------------------------------------------- |
| 2月19日  | ノブナガン オリジナル・サウンドトラック                                             | 小椋しお（武藤志織）、ジェロニモ（斎藤千和）、スーホ（田村睦心）、ガウディ（村瀬歩） | 「ちいさな星 ver.β」 | テレビアニメ『ノブナガン』エンディングテーマ                                            |
| 2015年   |                                                                                     | | |                                                                                         |
| 5月20日  | キミと☆Are You Ready?                                                               | トライクロニカ | 「キミと☆Are You Ready?」 | テレビアニメ『SHOW BY ROCK!!』挿入歌                                                    |
| 5月20日  | キミと☆Are You Ready?                                                               | トライクロニカ | 「ボクらのShiny Star☆」 | テレビアニメ『SHOW BY ROCK!!』関連曲                                                    |
| 9月25日  | キャラクターCD「SERVAMP-サーヴァンプ-」 Vol.4 鉄&ヒュー                             | 千駄ヶ谷鉄（小野友樹）、ヒュー・ザ・ダーク・アルジャーノンIII世（村瀬歩） | 「証」 | ドラマCD『SERVAMP-サーヴァンプ-』挿入歌                                                 |
| 9月25日  | キャラクターCD「SERVAMP-サーヴァンプ-」 Vol.4 鉄&ヒュー                             | ヒュー・ザ・ダーク・アルジャーノンIII世（村瀬歩） | 「証」 | ドラマCD『SERVAMP-サーヴァンプ-』挿入歌                                                 |
| 11月25日 | あんさんぶるスターズ！ ユニットソングCD Vol.3 fine                                  | fine | 「終わらないシンフォニア」 「RAINBOW CIRCUS」 | ゲーム『あんさんぶるスターズ！』関連曲                                                  |
| 2016年   |                                                                                     | | |                                                                                         |
| 3月23日  | soleil                                                                              | POP'N STAR［華房心（村瀬歩）］ | 「Joker Dream」 「さよならメモリーズ」 | ゲーム『アイ★チュウ』関連曲                                                             |
| 3月25日  | 『壁ドン！ SONG♪』シリーズ7th「そのカレ、矢那木朔音」                               | 矢那木朔音（村瀬歩） | 「Grade skipping（壁ドン！Version）」 「Grade skipping（オリジナルVersion）」                                                                       | 『壁ドン！ SONG♪』関連曲                                                                |
| 6月22日  | 今夜は星空ディスコティック☆                                                         | トライクロニカ | 「今夜は星空ディスコティック☆」 | テレビアニメ『SHOW BY ROCK!! しょ〜と!!』挿入歌                                         |
| 6月22日  | 今夜は星空ディスコティック☆                                                         | トライクロニカ | 「ときめきレモネード」 | テレビアニメ『SHOW BY ROCK!! しょ〜と!!』関連曲                                         |
| 7月20日  | アイ★チュウ creation 02.POP'N STAR                                                  | POP'N STAR | 「We are I★CHU!」 「Happy Birth Day to us!」 | ゲーム『アイ★チュウ』関連曲                                                             |
| 10月12日 | TVアニメ「SERVAMP-サーヴァンプ-」キャラクターソングミニアルバム                     | 千駄ヶ谷鉄（小野友樹）、ヒュー・ザ・ダーク・アルジャーノンIII世（村瀬歩） | 「おいでませ！ここは愉快な温泉郷」 | テレビアニメ『SERVAMP-サーヴァンプ-』関連曲                                             |
| 10月26日 | THE IDOLM@STER SideM ST@RTING LINE -13 もふもふえん                                 | もふもふえん | 「うぇるかむ・はぴきらパーク！」 「もっふ・いんざぼっくす♪」 「DRIVE A LIVE」                                                                       | ゲーム『アイドルマスター SideM』関連曲                                                  |
| 11月16日 | 胸騒ぎJust☆Paradise                                                                 | トライクロニカ | 「胸騒ぎJust☆Paradise」 | テレビアニメ『SHOW BY ROCK!!#』挿入歌                                                   |
| 11月16日 | 胸騒ぎJust☆Paradise                                                                 | トライクロニカ | 「青春☆サンセット」 | テレビアニメ『SHOW BY ROCK!!#』関連曲                                                   |
| 12月22日 | チア男子!! 4 特装限定版特典SPECIAL CD                                               | 森尚史（畠中祐）、佐久間龍造（村瀬歩）、安藤タケル（沢城千春） | 「PRICELESS DAYS」 | テレビアニメ『チア男子!!』関連曲                                                        |
| 12月29日 | 男ゴコロ☆天使ゴコロ！                                                               | エンジェリック・ツインズ | 「男ゴコロ☆天使ゴコロ！」 | 漫画『SHOW BY ROCK!!刑事 -深紅色の屑星達と摩天楼黙示録-』関連曲                         |
| 2017年   |                                                                                     | | |                                                                                         |
| 1月25日  | あんさんぶるスターズ！ ユニットソングCD 2ndシーズン Vol.9 fine                      | fine | 「羽ばたきのフォルティシモ」 「Neo Sanctuary」 | ゲーム『あんさんぶるスターズ！』関連曲                                                  |
| 1月25日  | アイ★チュウ 〜I★Chu Award 2016 ソロシングル〜                                       | 華房心（村瀬歩） | 「ココロハレルヤ！」 | ゲーム『アイ★チュウ』関連曲                                                             |
| 2月1日   | THE IDOLM@STER SideM ORIGIN@L PIECES 03                                             | 姫野かのん（村瀬歩） | 「ふわもこシフォンなゆめのなか♪」 | ゲーム『アイドルマスター SideM』関連曲                                                  |
| 2月1日   | Beyond The Dream                                                                    | 315プロダクション所属アイドル | 「Beyond The Dream」 | ゲーム『アイドルマスター SideM』関連曲                                                  |
| 2月1日   | Beyond The Dream                                                                    | 315プロダクション所属アイドル（メンタル） | 「Beyond The Dream」 | ゲーム『アイドルマスター SideM』関連曲                                                  |
| 3月22日  | glace                                                                               | POP'N STAR［華房心（村瀬歩）］ | 「オレンジピールと恋の味」 | ゲーム『アイ★チュウ』関連曲                                                             |
| 3月22日  | glace                                                                               | POP'N STAR | 「青空エスケープ」 | ゲーム『アイ★チュウ』関連曲                                                             |
| 3月22日  | TVアニメ「SERVAMP-サーヴァンプ-」ソロキャラクターソングミニアルバムVol.2            | ヒュー・ザ・ダーク・アルジャーノンIII世（村瀬歩） | 「Proud of Pride」 | テレビアニメ『SERVAMP-サーヴァンプ-』関連曲                                             |
| 6月7日   | 魔法科高校の劣等生 ソングブック                                                     | 一条将輝（松岡禎丞）、吉祥寺真紅郎（村瀬歩） | 「情熱BLAZE AWAY」 | テレビアニメ『魔法科高校の劣等生』関連曲                                                |
| 6月21日  | アイ★チュウ 〜シャッフルユニットミニアルバム〜                                      | TOYBOX | 「W・O・N・D・E・R・L・A・N・D」 | ゲーム『アイ★チュウ』関連曲                                                             |
| 7月26日  | ハンドシェイカー キャラクターソングス                                               | リリ（茅野愛衣）、マサル（村瀬歩） | 「Get the Fortune!〜winning eyes〜」 | テレビアニメ『ハンドシェイカー』関連曲                                                  |
| 8月9日   | あんさんぶるスターズ！ ユニットソングCD 3rd Vol.03 fine                             | fine | 「Miracle Dream Traveler」 「Tryst of Stars」 | ゲーム『あんさんぶるスターズ！』関連曲                                                  |
| 8月31日  | 魔法使いと黒猫のウィズ 4th Anniversary Original Soundtrack                          | ルルベル（巽悠衣子）、ミィア（田中あいみ）、ウリシラ（山崎エリイ）、イーディス（嶋村侑）、カナメ（高橋李依）、クルス（村瀬歩） | 「聖サタニック女学院校歌」 | ゲーム『クイズRPG 魔法使いと黒猫のウィズ』関連曲                                        |
| 10月11日 | 信長の忍び キャラクターソング〜歌宴の術〜                                           | 千鳥（水瀬いのり）、助蔵（村瀬歩） | 「キラキラッ！」 | テレビアニメ『信長の忍び』関連曲                                                        |
| 12月6日  | 『刀剣乱舞-花丸-』歌詠全集                                                          | 花丸刀剣男士一同 | 「花丸◎日和！47振りver.」 | 劇場アニメ『刀剣乱舞-花丸- 〜幕間回想録〜』主題歌                                       |
| 2018年   |                                                                                     | | |                                                                                         |
| 2月14日  | THE IDOLM@STER SideM 3rd ANNIVERSARY DISC 02 FRAME & もふもふえん & F-LAGS          | もふもふえん | 「伝えたいのはこんなきもち」 | ゲーム『アイドルマスター SideM』関連曲                                                  |
| 2月14日  | THE IDOLM@STER SideM 3rd ANNIVERSARY DISC 02 FRAME & もふもふえん & F-LAGS          | FRAME、もふもふえん、F-LAGS | 「Compass Gripper!!!」 | ゲーム『アイドルマスター SideM』関連曲                                                  |
| 2月14日  | 続『刀剣乱舞-花丸-』歌詠集 其の六                                                   | 宗三左文字（泰勇気）、小夜左文字（村瀬歩）、江雪左文字（佐藤拓也） | 「花色衣」 | テレビアニメ『続 刀剣乱舞-花丸-』エンディングテーマ                                     |
| 2月14日  | 続『刀剣乱舞-花丸-』歌詠集 其の六                                                   | 大和守安定（市来光弘）、加州清光（増田俊樹）、小夜左文字（村瀬歩）、鶯丸（柿原徹也）、堀川国広（榎木淳弥）、和泉守兼定（木村良平）、太郎太刀（泰勇気）、次郎太刀（宮下栄治） | 「花丸印の日のもとで ver.6」 | テレビアニメ『続 刀剣乱舞-花丸-』オープニングテーマ                                     |
| 2月24日  | THE IDOLM@STER SideM 3rd ANNIVERSARY SOLO COLLECTION 02                             | 姫野かのん（村瀬歩） | 「伝えたいのはこんなきもち」 | ゲーム『アイドルマスター SideM』関連曲                                                  |
| 4月4日   | fleur                                                                               | POP'N STAR | 「Shiny Butterfly」 「小さな革命」 | ゲーム『アイ★チュウ』関連曲                                                             |
| 4月4日   | いつらのうたこゑ                                                                    | こ（村瀬歩） | 「Confait」 | 『ひらがな男子』関連曲                                                                  |
| 7月25日  | Noble Bullet 02 ナポレオングループ                                                  | ニコラ&ノエル（村瀬歩） | 「共鳴コントラスト」 | ゲーム『千銃士』関連曲                                                                  |
| 8月15日  | Touch You                                                                           | 私立モリモーリ学園 性春♡男子s | 「Touch You」 | OVA『ヤリチン☆ビッチ部』主題歌                                                          |
| 8月15日  | Touch You                                                                           | 矢口恭介（村瀬歩） | 「Touch You」 | OVA『ヤリチン☆ビッチ部』関連曲                                                          |
| 10月10日 | pop'n music うさぎと猫と少年の夢 Original Soundtrack 20th Anniversary Edition       | ナビ（村瀬歩） | 「メトロポリタン飛行」 | ゲーム『pop'n music うさぎと猫と少年の夢』関連曲                                        |
| 10月17日 | ちぇりー味                                                                          | 矢口恭介（村瀬歩） | 「アイ・マイ・フレンドシップ」 | OVA『ヤリチン☆ビッチ部』関連曲                                                          |
| 11月10日 | Makes You a Fighter                                                                 | 乾是清（石川界人）、坂本誉（島﨑信長）、荒城駿太（岡本信彦）、久野颯斗（小野賢章）、糺ノ森凛（江口拓也）、財前陽太郎（村瀬歩） | 「Makes You a Fighter」 | ゲーム『SIX SICKS』テーマソング                                                         |
| 11月21日 | DUEL GIG RIVALS                                                                     | Crystal Cross | 「Crystal Sky」 「Living Dead Monster」 | ゲーム『バンドやろうぜ！』関連曲                                                        |
| 11月21日 | DUEL GIG RIVALS                                                                     | 晶（村瀬歩） | 「Top of the world」 | ゲーム『バンドやろうぜ！』関連曲                                                        |
| 11月21日 | DUEL GIG RIVALS                                                                     | Freezing、Crystal Cross | 「Seek」 | ゲーム『バンドやろうぜ！』関連曲                                                        |
| 12月5日  | THE IDOLM@STER SideM WakeMini! MUSIC COLLECTION 02                                  | 315 STARS（メンタル Ver.） | 「Friendly Smile」 | テレビアニメ『アイドルマスター SideM 理由あってMini!』エンディングテーマ                |
| 12月5日  | THE IDOLM@STER SideM WORLD TRE@SURE 05                                              | 水嶋咲（小林大紀）、姫野かのん（村瀬歩）、舞田類（榎木淳弥） | 「ALOHA! HAPPY CREATOR!」 「MEET THE WORLD!」 | ゲーム『アイドルマスター SideM LIVE ON ST@GE!』関連曲                                   |
| 12月19日 | アイ★チュウ〜I★Chu Award 2018 ミニアルバム〜                                        | 麗朔空（西山宏太朗）、華房心（村瀬歩） | 「Sweet♥Mid♥Nightmare」 | ゲーム『アイ★チュウ』関連曲                                                             |
| 2019年   |                                                                                     | | |                                                                                         |
| 1月30日  | あんさんぶるスターズ！アルバムシリーズ fine                                         | fine | 「Holy Angel's Carol」 | ゲーム『あんさんぶるスターズ！』関連曲                                                  |
| 1月30日  | あんさんぶるスターズ！アルバムシリーズ fine                                         | 姫宮桃李（村瀬歩） | 「Little Little Prince Star」 | ゲーム『あんさんぶるスターズ！』関連曲                                                  |
| 2月6日   | 君と僕と世界のほとり Phrase2 迷い恋バレンタイン                                     | 瀬名奏介（熊谷健太郎）、三倉雪⽃（村瀬歩） | 「Hazy Kiss」 「Next, Trend Heart」 | ドラマCD『君と僕と世界のほとり』関連曲                                                  |
| 2月13日  | 「アイドルファンタジー」Songs「BRAVE HEARTS」                                       | BRAVE HEARTS | 「StoryBook FANTASIA」 「JUSTICE」 | ゲーム『アイドルファンタジー』関連曲                                                    |
| 2月13日  | 「アイドルファンタジー」Songs「BRAVE HEARTS」                                       | 伊咲晃（村瀬歩） | 「StoryBook FANTASIA」 「JUSTICE」 | ゲーム『アイドルファンタジー』関連曲                                                    |
| 2月13日  | 「アイドルファンタジー」Songs「ALEX Knights」                                       | ALEX Knights | 「Across the Road〜僕ら繋ぐ道〜」 | ゲーム『アイドルファンタジー』関連曲                                                    |
| 2月13日  | 「アイドルファンタジー」Songs「ALEX Knights」                                       | 伊咲晃（村瀬歩） | 「Across the Road〜僕ら繋ぐ道〜」 | ゲーム『アイドルファンタジー』関連曲                                                    |
| 3月15日  | THE IDOLM@STER SideM WakeMini! SOLO COLLECTION 02 MENTAL Ver.                       | 姫野かのん（村瀬歩） | 「Friendly Smile」 | テレビアニメ『アイドルマスター SideM 理由あってMini!』関連曲                            |
| 3月17日  | -                                                                                   | 財前陽太郎（村瀬歩）、財前暁（小野友樹） | 「スーパーチャージマッハー」 | ゲーム『SIX SICKS』関連曲                                                               |
| 3月22日  | 同居人はひざ、時々、頭のうえ。キャラクターソングVol.2 優しい時間/しあわせマーキング | なな（安済知佳）、はち（村瀬歩） | 「優しい時間」 「しあわせマーキング」 | テレビアニメ『同居人はひざ、時々、頭のうえ。』関連曲                                    |
| 5月10日  | THE IDOLM@STER SideM 4th ANNIVERSARY DISC「LIVE in your SMILE / DREAM JOURNEY」     | DRAMATIC STARS、Jupiter、Beit、High×Joker、Café Parade、もふもふえん、F-LAGS | 「DREAM JOURNEY」 | ゲーム『アイドルマスター SideM』関連曲                                                  |
| 5月16日  | -                                                                                   | バイン（村瀬歩） | 「Flame of Justice」 | ゲーム『アルピエル』関連曲                                                              |
| 6月5日   | さらざんまいのうた/カワウソイヤァ                                                   | 矢逆一稀（村瀬歩）、久慈悠（内山昴輝）、陣内燕太（堀江瞬）、ケッピ（諏訪部順一） | 「さらざんまいのうた」 | テレビアニメ『さらざんまい』挿入歌                                                      |
| 7月24日  | さらざんまい BD・DVD第2巻特典CD                                                     | カズキ&サラカズキ（村瀬歩） | 「ふたりの箱は届かない」 | テレビアニメ『さらざんまい』関連曲                                                      |
| 8月14日  | Stars' Ensemble!                                                                    | 夢ノ咲ドリームスターズ | 「Stars' Ensemble!」 | テレビアニメ『あんさんぶるスターズ！』オープニングテーマ                                |
| 10月23日 | あんさんぶるスターズ！ EDテーマ集 VOL.03                                            | fine | 「始まりのファンタジア」 | テレビアニメ『あんさんぶるスターズ！』エンディングテーマ                                |
| 10月25日 | 壁ドン！SONG♪ そのカレ、矢那木朔音 Dance With Me                                    | 矢那木朔音（村瀬歩） | 「LOVE LETTER（壁ドン！Version）」 「Dance With Me（壁ドン！Version）」 「LOVE LETTER（オリジナルVersion）」 「Dance With Me（オリジナルVersion）」 | 『壁ドン！SONG♪』関連曲                                                                 |
| 12月18日 | THE IDOLM@STER SideM 5th ANNIVERSARY DISC 01 PRIDE STAR                             | 315 ALLSTARS | 「PRIDE STAR」 「DRIVE A LIVE」 「Reason!!」 「GLORIOUS RO@D」                                                                                      | ゲーム『アイドルマスター SideM』関連曲                                                  |
| 2020年   |                                                                                     | | |                                                                                         |
| 2月12日  | Paradox Live Opening Show                                                           | BAE | 「BaNG!!!」 | 『Paradox Live』関連曲                                                                  |
| 2月19日  | THE IDOLM@STER SideM 5th ANNIVERSARY DISC 03 W&Café Parade&もふもふえん             | もふもふえん | 「はんどめいど・きみはーと！」 | ゲーム『アイドルマスター SideM』関連曲                                                  |
| 2月19日  | THE IDOLM@STER SideM 5th ANNIVERSARY DISC 03 W&Café Parade&もふもふえん             | W、Café Parade、もふもふえん | 「ミュージアムジカ」 | ゲーム『アイドルマスター SideM』関連曲                                                  |
| 3月6日   | THE IDOLM@STER SideM 5th ANNIVERSARY UNIT COLLECTION -PRIDE STAR-                   | もふもふえん | 「PRIDE STAR」 | ゲーム『アイドルマスター SideM』関連曲                                                  |
| 3月18日  | マジカル LOVE ポーション！                                                          | アイチュウリーダーズ | 「マジカル LOVE ポーション！」 | ゲーム『アイ★チュウ Étoile Stage』主題歌                                                |
| 3月31日  | Paradox Live Stage Battle "DESIRE"                                                  | BAE | 「AmBitious!!!」 | 『Paradox Live』関連曲                                                                  |
| 5月20日  | 魔入りました！入間くん ミュージックコレクション 悪MAX!!!                            | くろむ（東山奈央）、イルミ（村瀬歩） | 「キミの小悪魔黙示録」 | テレビアニメ『魔入りました！入間くん』挿入歌                                            |
| 7月29日  | Paradox Live Stage Battle "PRIDE"                                                   | BAE | 「EmBlem!!!」 | 『Paradox Live』関連曲                                                                  |
| 7月29日  | あんさんぶるスターズ!! ESアイドルソング season1 fine                                | fine | 「The Tempest Night」 「BRAND NEW STARS!!」 | ゲーム『あんさんぶるスターズ!!』関連曲                                                  |
| 8月26日  | BRAND NEW STARS!!                                                                   | ESオールスターズ | 「BRAND NEW STARS!!」 | ゲーム『あんさんぶるスターズ!!』主題歌                                                  |
| 8月26日  | BRAND NEW STARS!!                                                                   | ESオールスターズ | 「Walk with your smile」 | ゲーム『あんさんぶるスターズ!!』関連曲                                                  |
| 8月26日  | あんさんぶるスターズ!! 5th Anniversary song「Walk with your smile」                 | fine | 「Walk with your smile（fine ver.）」 | ゲーム『あんさんぶるスターズ!!』関連曲                                                  |
| 8月26日  | 未来DICE!!                                                                          | Noir*20 | 「未来DICE!!」 | ゲーム『アイ★チュウ Étoile Stage』第2部主題歌                                           |
| 8月26日  | THE IDOLM@STER SideM 5th ANNIVERSARY SOLO COLLECTION 02                             | 姫野かのん（村瀬歩） | 「はんどめいど・きみはーと！」 | ゲーム『アイドルマスター SideM』関連曲                                                  |
| 10月7日  | THE IDOLM@STER SideM NEW STAGE EPISODE:01 もふもふえん                              | もふもふえん | 「わんだー×まーちんぐ！」 「NEXT STAGE!」 | ゲーム『アイドルマスター SideM』関連曲                                                  |
| 10月7日  | HELIOS Rising Heroes エンディングテーマ Vol.1                                       | ウエストセクター | 「Casual new adventure」 | ゲーム『エリオスライジングヒーローズ』エンディングテーマ                                |
| 11月25日 | Paradox Live Exhibition Show                                                        | BAE | 「FRE△KOUT」 | 『Paradox Live』関連曲                                                                  |
| 11月25日 | Paradox Live Exhibition Show -BAE-                                                  | BAE feat. ISSA | 「P△R△DISE」 | 『Paradox Live』関連曲                                                                  |
| 12月23日 | OUVERTURE                                                                           | POP'N STAR | 「Close to Me!!!」 | ゲーム『アイ★チュウ Étoile Stage』関連曲                                                |
| 12月23日 | OUVERTURE 初回限定盤                                                                | アイチュウリーダーズ | 「マジカル LOVE ポーション！」 | ゲーム『アイ★チュウ Étoile Stage』関連曲                                                |
| 2021年   |                                                                                     | | |                                                                                         |
| 1月27日  | あんさんぶるスターズ!! シャッフルユニットソングコレクション vol.01                  | Branco | 「Sweet Sweet White Song」 | ゲーム『あんさんぶるスターズ!!』関連曲                                                  |
| 2月7日   | THE IDOLM@STER SideM UNIT COLLECTION -MEET THE WORLD!-                              | 315 ALLSTARS | 「MEET THE WORLD!」 | ゲーム『アイドルマスター SideM』関連曲                                                  |
| 2月7日   | THE IDOLM@STER SideM UNIT COLLECTION -MEET THE WORLD!-                              | もふもふえん | 「MEET THE WORLD!」 | ゲーム『アイドルマスター SideM』関連曲                                                  |
| 2月24日  | 一番星                                                                              | アイチュウ | 「一番星の歌〜未来のレジェンド伝説〜」 | テレビアニメ『アイ★チュウ』オープニングテーマ                                           |
| 2月24日  | 一番星                                                                              | アイチュウリーダーズ | 「Rainbow☆Harmony」 | テレビアニメ『アイ★チュウ』オープニングテーマ                                           |
| 2月24日  | 一番星                                                                              | アイチュウリーダーズ | 「Singing! Swinging!」 | テレビアニメ『アイ★チュウ』エンディングテーマ                                           |
| 2月24日  | Paradox Live Stage Battle "VIBES"                                                   | BAE | 「F△Bulous」 | 『Paradox Live』関連曲                                                                  |
| 3月26日  | CLOQUESTA                                                                           | 天馬六華（村瀬歩） | 「午前六時のブギウギ」 | 『Clock over ORQUESTA』関連曲                                                           |
| 3月31日  | Paradox Live 1st album "TRAP"                                                       | BAE | 「BErmud△ Tri△nglE」 | 『Paradox Live』関連曲                                                                  |
| 3月31日  | Paradox Live 1st album "TRAP"                                                       | BAE、The Cat's Whiskers、cozmez、悪漢奴等 | 「Rap Guerrilla -Paradox Live All ARTISTS-」 | 『Paradox Live』関連曲                                                                  |
| 4月7日   | TVアニメ「SHOW BY ROCK!! STARS!!」挿入歌ミニアルバム Vol.2                          | トライクロニカ | 「キミはボクのプリンセス☆」 | テレビアニメ『SHOW BY ROCK!! STARS!!』挿入歌                                            |
| 4月21日  | SHOW BY ROCK!! BEST Vol.4                                                           | トライクロニカ | 「Get the sound（夢銀河☆ツインズVer.）」 | ゲーム『SHOW BY ROCK!! Fes A Live』関連曲                                               |
| 6月9日   | あんさんぶるスターズ!! ESアイドルソング season2 fine                                | fine | 「恋はプリマヴェーラ！」 「Never-ending Stage!!!!」                                                                                                 | ゲーム『あんさんぶるスターズ!!』関連曲                                                  |
| 6月23日  | FUSIONIC STARS!!                                                                    | ESオールスターズ | 「FUSIONIC STARS!!」 | ゲーム『あんさんぶるスターズ!!』関連曲                                                  |
| 7月28日  | 美少年探偵団 BD・DVD第1巻特典CD                                                     | 美少年探偵団 | 「Beautiful Reasoning」 | テレビアニメ『美少年探偵団』エンディングテーマ                                          |
| 8月25日  | 美少年探偵団 BD・DVD第2巻特典CD                                                     | 美少年探偵団 | 「Welcoming Days」 | テレビアニメ『美少年探偵団』エンディングテーマ                                          |
| 8月25日  | Clock over ORQUESTA First season BATTLE Vol.02 天馬六華                             | 天馬六華（村瀬歩、金田朋子） | 「境界で鏡面」 | 『Clock over ORQUESTA』関連曲                                                           |
| 9月29日  | THE IDOLM@STER SideM GROWING SIGN@L 01 Growing Smiles!                              | 315 ALLSTARS | 「Growing Smiles!」 「DRIVE A LIVE」 「Beyond The Dream」 「NEXT STAGE!」                                                                           | ゲーム『アイドルマスター SideM GROWING STARS』関連曲                                    |
| 9月29日  | Paradox Live Shuffle Team Show vol.1                                                | New&Classic | 「New&Classic」 | 『Paradox Live』関連曲                                                                  |
| 10月23日 | あんさんぶるスターズ!! FUSION UNIT SERIES 04 Trickstar × fine                       | Trickstar、fine | 「Crossing×Heart」 | ゲーム『あんさんぶるスターズ!!』関連曲                                                  |
| 10月23日 | あんさんぶるスターズ!! FUSION UNIT SERIES 04 Trickstar × fine                       | fine | 「FUSIONIC STARS!!」 | ゲーム『あんさんぶるスターズ!!』関連曲                                                  |
| 10月27日 | Paradox Live Shuffle Team Show vol.2                                                | 48 & cozmez | 「Rats & Nobles」 | 『Paradox Live』関連曲                                                                  |
| 2022年   |                                                                                     | | |                                                                                         |
| 1月8日   | THE IDOLM@STER SideM UNIT COLLECTION -Growing Smiles!-                              | もふもふえん | 「Growing Smiles!」 | ゲーム『アイドルマスター SideM GROWING STARS』関連曲                                    |
| 3月12日  | THE IDOLM@STER SideM PASSION@TE FORMATION -MENTAL-                                  | 315 STARS（メンタルVer.） | 「リトルハピネス」 | ゲーム『アイドルマスター SideM GROWING STARS』関連曲                                    |
| 3月12日  | THE IDOLM@STER SideM PASSION@TE FORMATION -MENTAL-                                  | 姫野かのん（村瀬歩） | 「リトルハピネス」 | ゲーム『アイドルマスター SideM GROWING STARS』関連曲                                    |
| 5月11日  | THE IDOLM@STER SideM GROWING SIGN@L 07 もふもふえん                                 | もふもふえん | 「はるかぜバトン」 「そだてっ！たいむかぷせる」 | ゲーム『アイドルマスター SideM GROWING STARS』関連曲                                    |
| 6月22日  | あんさんぶるスターズ!! 7th Anniversary song Surprising Thanks!!                     | ESオールスターズ | 「Surprising Thanks!!」 | ゲーム『あんさんぶるスターズ!!』関連曲                                                  |
| 11月23日 | 暴太郎戦隊ドンブラザーズ EP vol.4                                                   | ドンムラサメ（村瀬歩） | 「Dark・Shark・Rock」 | 特撮テレビドラマ『暴太郎戦隊ドンブラザーズ』関連曲                                      |
| 12月3日  | THE IDOLM@STER SideM GROWING SIGN@L SOLO COLLECTION 02                              | 姫野かのん（村瀬歩） | 「はるかぜバトン」 | ゲーム『アイドルマスター SideM GROWING STARS』関連曲                                    |
| 12月21日 | THE IDOLM@STER SideM GROWING SIGN@L 15 Take a StuMp!                                | 315 ALLSTARS | 「Take a StuMp!」 | ゲーム『アイドルマスター SideM GROWING STARS』関連曲                                    |
| 2023年   |                                                                                     | | | ゲーム『アイドルマスター SideM GROWING STARS』関連曲                                    |
| 2月11日  | THE IDOLM@STER SideM UNIT COLLECTION -Take a StuMp!-                                | もふもふえん | 「Take a StuMp!」 |                                                                                         |
| 7月19日  | 『ひろがるスカイ！プリキュア』ボーカルアルバム 〜FLY TOGETHER!!!!!〜                | 夕凪ツバサ（村瀬歩） | 「風読みバード」 | テレビアニメ『ひろがるスカイ!プリキュア』関連曲                                         |
| 7月19日  | 『ひろがるスカイ！プリキュア』ボーカルアルバム 〜FLY TOGETHER!!!!!〜                | 夕凪ツバサ（村瀬歩）、聖あげは（七瀬彩夏） | 「未来コネクト」 | テレビアニメ『ひろがるスカイ!プリキュア』関連曲                                         |
| 7月19日  | 『ひろがるスカイ！プリキュア』ボーカルアルバム 〜FLY TOGETHER!!!!!〜                | キュアスカイ（関根明良）、キュアプリズム（加隈亜衣）、キュアウイング（村瀬歩）、キュアバタフライ（七瀬彩夏） | 「FLY TOGETHER!!!!!」 | テレビアニメ『ひろがるスカイ!プリキュア』関連曲                                         |
| 7月26日  | THE IDOLM@STER SideM 49 ELEMENTS -14 S.E.M                                          | もふもふえん | 「もふ・きゅ～と・デイズ☆」 | ゲーム『アイドルマスター SideM GROWING STARS』関連曲                                    |
| 7月26日  | THE IDOLM@STER SideM 49 ELEMENTS -14 S.E.M                                          | 姫野かのん（村瀬歩） | 「ぽっぷこーん・くろーぜっと！」 | ゲーム『アイドルマスター SideM GROWING STARS』関連曲                                    |
| 8月23日  | Dear Shine Sky                                                                      | キュアスカイ（関根明良）、キュアプリズム（加隈亜衣）、キュアウイング（村瀬歩）、キュアバタフライ（七瀬彩夏） | 「ヒロガリズム 〜Precure Quartetto Ver.〜」 | テレビアニメ『ひろがるスカイ！プリキュア』関連曲                                        |
| 10月28日 | THE IDOLM@STER SideM 8th STAGE THEME SONG「Hands & Claps!」                         | 315 ALLSTARS | 「Hands & Claps!」 | ライブイベント『THE IDOLM@STER SideM 8th STAGE 〜ALL H@NDS TOGETHER〜』テーマソング     |
| 10月28日 | THE IDOLM@STER SideM 8th STAGE THEME SONG「Hands & Claps!」                         | 315 STARS（メンタルVer.） | 「Hands & Claps!」 | ライブイベント『THE IDOLM@STER SideM 8th STAGE 〜ALL H@NDS TOGETHER〜』テーマソング     |
| 2024年   |                                                                                     | | |                                                                                         |
| 1月31日  | THE IDOLM@STER SideM CIRCLE OF DELIGHT 04 もふもふえん                              | もふもふえん | 「からふる・とれじゃ～わ～るど！」 「もふデビ★うぉんてっど」                                                                                        | 『アイドルマスター SideM』関連曲                                                        |
| 1月31日  | 『ひろがるスカイ！プリキュア』ボーカルベスト 〜KIZUNA◇ダイアモンド〜                | キュアスカイ（関根明良）、キュアプリズム（加隈亜衣）、キュアウィング（村瀬歩）、キュアバタフライ（七瀬彩夏）、キュアマジェスティ（古賀葵） | 「FLY TOGETHER!!!!! 〜Halation Ver.〜」 「ヒロガリズム 〜Precure Quintet Ver.〜」                                                                   | テレビアニメ『ひろがるスカイ！プリキュア』関連曲                                        |
| 6月26日  | Stars' Ensemble!                                                                    | 夢ノ咲ドリームスターズ | 「Stars' Ensemble!」 | ゲーム『あんさんぶるスターズ!!』関連曲                                                  |
| 6月26日  | BRAND NEW STARS!!                                                                   | ESオールスターズ | 「BRAND NEW STARS!!」 「Walk with your smile」 | ゲーム『あんさんぶるスターズ!!』関連曲                                                  |
| 6月26日  | FUSIONIC STARS!!                                                                    | ESオールスターズ | 「FUSIONIC STARS!!」 | ゲーム『あんさんぶるスターズ!!』関連曲                                                  |
| 7月13日  | THE IDOLM@STER SideM CIRCLE OF DELIGHT SOLO COLLECTION 01                           | 姫野かのん（村瀬歩） | 「からふる・とれじゃ～わ～るど！」 | 『アイドルマスター SideM』関連曲                                                        |
| 7月13日  | THE IDOLM@STER SideM 9th STAGE THEME SONG「Gather Round!」                          | 315 ALLSTARS | 「Gather Round!」 | ライブイベント『THE IDOLM@STER SideM 9th STAGE ～MIR＠-CIRCLE CRESCENDO～』テーマソング |
| 7月13日  | THE IDOLM@STER SideM 9th STAGE THEME SONG「Gather Round!」                          | 315 STARS（メンタルVer.） | 「Gather Round!」 | ライブイベント『THE IDOLM@STER SideM 9th STAGE ～MIR＠-CIRCLE CRESCENDO～』テーマソング |
| 8月14日  | アニメ『刀剣乱舞 廻』キャラクターソングアルバム                                     | 三日月宗近（鳥海浩輔）、山姥切国広（前野智昭）、宗三左文字（泰勇気）、不動行光（阪口大助）、へし切長谷部（新垣樽助）、薬研藤四郎（山下誠一郎）、江雪左文字（佐藤拓也）、小夜左文字（村瀬歩）、一期一振（田丸篤志）、鯰尾藤四郎（斉藤壮馬）、燭台切光忠（佐藤拓也）、鶴丸国永（斉藤壮馬） | 「DAYBREAK」 | テレビアニメ『刀剣乱舞 廻 -虚伝 燃ゆる本能寺-』エンディングテーマ                       |
| 8月14日  | アニメ『刀剣乱舞 廻』キャラクターソングアルバム                                     | 小夜左文字（村瀬歩） | 「DAYBREAK」 | テレビアニメ『刀剣乱舞 廻 -虚伝 燃ゆる本能寺-』関連曲                                   |
| 2025年   |                                                                                     | | |                                                                                         |
| 10月22日 | クラシック★スターズ character song album                                            | Dis=Cord | 「NO FATE」 「レジスタンスの音域」 | テレビアニメ『クラシック★スターズ』挿入歌                                               |
| 10月22日 | クラシック★スターズ character song album                                            | Dis=Cord | 「魂のために Dis=Cord Ver.」 | テレビアニメ『クラシック★スターズ』関連曲                                               |

### その他参加楽曲
| 発売日        | 商品名                          | 歌     | 楽曲           | 備考 |
| ------------- | ------------------------------- | ------ | -------------- | ---- |
| 2023年12月6日 | SID Tribute Album -Anime Songs- | 村瀬歩 | 「螺旋のユメ」 |      |

## ライブ

### 合同ライブ
| 出演日              | タイトル                            | 会場                           |
| ------------------- | ----------------------------------- | ------------------------------ |
| 2024年1月20日・21日 | 全プリキュア 20th Anniversary LIVE! | 横浜アリーナ（神奈川県）       |
| 2024年2月17日・18日 | ひろがるスカイ！プリキュア 感謝祭   | TOKYO DOME CITY HALL（東京都） |